# Liste der Naturdenkmale in Bietigheim-Bissingen
| Naturdenkmale | Anzahl |
| ------------- | ------ |
| FND           | 34     |
| END           | 17     |
| Gesamt        | 51     |

Die Liste der Naturdenkmale in Bietigheim-Bissingen nennt die verordneten Naturdenkmale (ND) der im baden-württembergischen Landkreis Ludwigsburg liegenden Stadt Bietigheim-Bissingen. In Bietigheim-Bissingen gibt es insgesamt 51 als Naturdenkmal geschützte Objekte, davon 34 flächenhafte Naturdenkmale (FND) und 17 Einzelgebilde-Naturdenkmale (END).
Stand: 30. Oktober 2016.

## Flächenhafte Naturdenkmale (FND)
| Name                                              | Bild | Kennung     | Einzelheiten         | Position | Fläche Hektar | Datum        |
| ------------------------------------------------- | ---- | ----------- | -------------------- | -------- | ------------- | ------------ |
| „Benzensteige“                                    | BW   | 81180790034 | Bietigheim-Bissingen | ⊙        | 0,9           | 7. Juli 1989 |
| „Binsenseen“ und Umgebung                         | BW   | 81180790016 | Bietigheim-Bissingen | ⊙        | 1,5           | 7. Juli 1989 |
| Doline Krautschüssel                              |      | 81180790017 | Bietigheim-Bissingen | ⊙        | 0,0           | 7. Juli 1989 |
| Ehemalige Weinberg „Äußere Berge“                 | BW   | 81180790060 | Bietigheim-Bissingen | ⊙        | 1,1           | 7. Juli 1989 |
| Ehemaliger Steinbruch im „Ritterlen“              | BW   | 81180790035 | Bietigheim-Bissingen | ⊙        | 0,2           | 7. Juli 1989 |
| Ehemaliger Steinbruch „Söllert“                   | BW   | 81180790022 | Bietigheim-Bissingen | ⊙        | 0,3           | 7. Juli 1989 |
| Ehem.Steinbruch „Wobachstraße“                    | BW   | 81180790056 | Bietigheim-Bissingen | ⊙        | 0,5           | 7. Juli 1989 |
| Enzinsel „Wörth“ mit Altarm                       |      | 81180790020 | Bietigheim-Bissingen | ⊙        | 3,2           | 2. Apr. 1993 |
| Enzinsel „Wullingsfurt“ mit Enzseitenarm          | BW   | 81180790015 | Bietigheim-Bissingen | ⊙        | 2,7           | 2. Apr. 1993 |
| Feldgehölz am „Brachberg“                         | BW   | 81180790029 | Bietigheim-Bissingen | ⊙        | 0,2           | 7. Juli 1989 |
| Felsspalten                                       | BW   | 81180790001 | Bietigheim-Bissingen | ⊙        | 0,4           | 7. Juli 1989 |
| Felsvorsprung „Eberstein“                         | BW   | 81180790003 | Bietigheim-Bissingen | ⊙        | 0,2           | 7. Juli 1989 |
| Felsvorsprung „Fürstenstand“                      | BW   | 81180790002 | Bietigheim-Bissingen | ⊙        | 0,2           | 7. Juli 1989 |
| Feuchtgebiet „Brühlwiesen“                        | BW   | 81180790052 | Bietigheim-Bissingen | ⊙        | 2,0           | 7. Juli 1989 |
| Feuchtgebiet „Flösserkanal“                       | BW   | 81180790058 | Bietigheim-Bissingen | ⊙        | 1,0           | 7. Juli 1989 |
| Feuchtgebiet „Kanalwiesen“                        | BW   | 81180790054 | Bietigheim-Bissingen | ⊙        | 3,6           | 2. Apr. 1993 |
| Feuchtgebiet „Lachenwiesen“                       | BW   | 81180790019 | Bietigheim-Bissingen | ⊙        | 0,8           | 7. Juli 1989 |
| Feuchtgebiet „Lettenlöcher“                       | BW   | 81180790033 | Bietigheim-Bissingen | ⊙        | 0,4           | 7. Juli 1989 |
| Feuchtgebiet „Neuwengert“                         | BW   | 81180790028 | Bietigheim-Bissingen | ⊙        | 0,8           | 7. Juli 1989 |
| Feuchtgebiet „Söllertquelle“                      | BW   | 81180790050 | Bietigheim-Bissingen | ⊙        | 0,2           | 7. Juli 1989 |
| Feuchtgebiet und Auewald                          | BW   | 81180790061 | Bietigheim-Bissingen | ⊙        | 0,2           | 2. Apr. 1993 |
| Feuchtgebiet „Untere Hägenau“                     | BW   | 81180790032 | Bietigheim-Bissingen | ⊙        | 2,5           | 7. Juli 1989 |
| Geologischer Aufschluß von Buntsandstandschottern | BW   | 81180790005 | Bietigheim-Bissingen | ⊙        | 0,1           | 7. Juli 1989 |
| Hangwald mit geologischem Aufschluß               | BW   | 81180790018 | Bietigheim-Bissingen | ⊙        | 1,0           | 7. Juli 1989 |
| Heckenzone am Brachberg mit Steinriegeln          | BW   | 81180790030 | Bietigheim-Bissingen | ⊙        | 3,2           | 7. Juli 1989 |
| Herrmannsklinge                                   | BW   | 81180790059 | Bietigheim-Bissingen | ⊙        | 0,9           | 7. Juli 1989 |
| Hohlweg im Gewann „Attichäcker“                   | BW   | 81180790026 | Bietigheim-Bissingen | ⊙        | 0,6           | 7. Juli 1989 |
| Hohlweg und Gehölze in den „Hohen Kallmaten“      | BW   | 81180790057 | Bietigheim-Bissingen | ⊙        | 2,3           | 7. Juli 1989 |
| Pflanzenstandort am „Hirschberg“                  |      | 81180790023 | Bietigheim-Bissingen | ⊙        | 1,2           | 7. Juli 1989 |
| Pflanzenstandort „Birkenwäldle“                   | BW   | 81180790031 | Bietigheim-Bissingen | ⊙        | 0,2           | 7. Juli 1989 |
| Pflanzenstandort „Lochäcker“                      | BW   | 81180790036 | Bietigheim-Bissingen | ⊙        | 0,4           | 7. Juli 1989 |
| Pflanzenstandort „Sonnenberg“                     | BW   | 81180790021 | Bietigheim-Bissingen | ⊙        | 2,4           | 7. Juli 1989 |
| Tümpel beim ehem. Remmigheim                      |      | 81180790027 | Bietigheim-Bissingen | ⊙        | 0,1           | 7. Juli 1989 |
| 1 Doline                                          |      | 81180790004 | Bietigheim-Bissingen | ⊙        | 0,2           | 7. Juli 1989 |
| Legende für Naturdenkmal                          |      |             |                      |          |               |              |

## Einzelgebilde (END)
| Name                                     | Bild | Kennung     | Einzelheiten         | Position | Fläche Hektar | Datum        |
| ---------------------------------------- | ---- | ----------- | -------------------- | -------- | ------------- | ------------ |
| 1 Apfelbaum                              | BW   | 81180790048 | Bietigheim-Bissingen | ⊙        | 0,0           | 7. Juli 1989 |
| 1 Birnbaum                               | BW   | 81180790025 | Bietigheim-Bissingen | ⊙        | 0,0           | 7. Juli 1989 |
| 1 Birnbaum                               | BW   | 81180790047 | Bietigheim-Bissingen | ⊙        | 0,0           | 7. Juli 1989 |
| 1 Blutbuche                              | BW   | 81180790009 | Bietigheim-Bissingen | ⊙        | 0,0           | 7. Juli 1989 |
| 1 Buche                                  | BW   | 81180790043 | Bietigheim-Bissingen | ⊙        | 0,0           | 7. Juli 1989 |
| 1 Buntsandsteinblock                     | BW   | 81180790008 | Bietigheim-Bissingen | ⊙        | 0,0           | 7. Juli 1989 |
| 1 Feldahorn                              | BW   | 81180790037 | Bietigheim-Bissingen | ⊙        | 0,0           | 7. Juli 1989 |
| 1 Holländische Linde (Europäische Linde) | BW   | 81180790014 | Bietigheim-Bissingen | ⊙        | 0,0           | 7. Juli 1989 |
| 1 Mostbirnbaum                           | BW   | 81180790042 | Bietigheim-Bissingen | ⊙        | 0,0           | 7. Juli 1989 |
| 1 Sommerlinde                            | BW   | 81180790013 | Bietigheim-Bissingen | ⊙        | 0,0           | 7. Juli 1989 |
| 1 Sommerlinde                            | BW   | 81180790039 | Bietigheim-Bissingen | ⊙        | 0,0           | 7. Juli 1989 |
| 1 Speierling                             | BW   | 81180790051 | Bietigheim-Bissingen | ⊙        | 0,0           | 7. Juli 1989 |
| 1 Stieleiche „Friedenseiche“             |      | 81180790011 | Bietigheim-Bissingen | ⊙        | 0,0           | 7. Juli 1989 |
| 1 Stieleiche                             | BW   | 81180790012 | Bietigheim-Bissingen | ⊙        | 0,0           | 7. Juli 1989 |
| 1 Stieleiche                             | BW   | 81180790041 | Bietigheim-Bissingen | ⊙        | 0,0           | 7. Juli 1989 |
| 1 Traubeneiche                           | BW   | 81180790038 | Bietigheim-Bissingen | ⊙        | 0,0           | 7. Juli 1989 |
| 1 Winterlinde                            | BW   | 81180790006 | Bietigheim-Bissingen | ⊙        | 0,0           | 7. Juli 1989 |
| Legende für Naturdenkmal                 |      |             |                      |          |               |              |